# Hilda Gurney
Hilda Gurney, född den 10 september 1943 i Los Angeles, Kalifornien, är en amerikansk ryttare.
Hon tog OS-brons i lagtävlingen i dressyr i samband med de olympiska ridsporttävlingarna 1976 i Montréal.